# Oceanapia coriacea
Oceanapia coriacea är en svampdjursart som först beskrevs av Topsent 1904.  Oceanapia coriacea ingår i släktet Oceanapia och familjen Phloeodictyidae. Inga underarter finns listade i Catalogue of Life.